# Santos Futebol Clube (futebol de areia)
O BSC Santos FC é uma equipe profissional do Santos Futebol Clube no Brasil.

## História
Não deu para o Santos. A goleada sofrida para o Sporting Portugal por 5 a 0 e custou a eliminação do time paulista ainda na primeira fase do I Mundialito de Clubes de Beach Soccer, disputado na Represa de Guarapiranga, em São Paulo.
O Santos perdeu o campeonato brasileiro de 2012 para o Corinthians por 4 a 1 com dois gols de André e Anderson e Fernando completaram. Bruno Malias marcou para os santistas.
O Santos FC ficou com o vice-campeonato Paulista de Beach Soccer. O time santista foi derrotado pelo Corinthians por 5 a 1, na arena montada no Parque Praia do Sol, na Represa de Guarapiranga. Paolo fez o gol único do Alvinegro Praiano.